# 哈伯氣泡

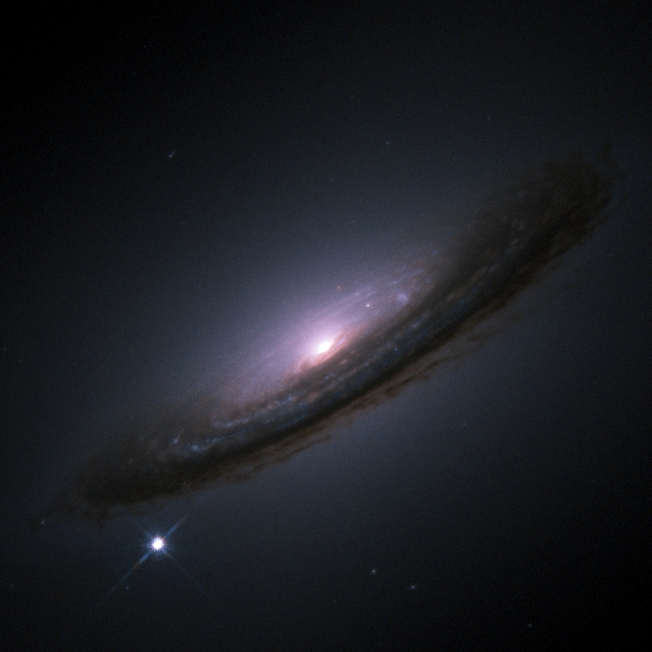
哈伯太空望遠鏡在均質特徵的一般星際空間，揭示了許多局部的異常。例如這個星系（NGC 4526）和它旁邊的超新星（SN 1994D）。

哈伯氣泡在天文學中可能是偏離"哈伯常數整體平均值的局部偏差值"，或是更技術性的，本動速度場中局部的單極，可能是由本地空洞的質量密度引起的。
哈伯常數是以以天文學家愛德溫·哈伯之名命名，他的工作明確了空間擴張尺度，測量出當今的膨脹速率。根據哥白尼原則，地球不在特別受到青睞的中心位置，因此期望這個常數的測量值在宇宙的任何時刻都將產生相同的值。換句話說，如果地球位在中心，或是靠近任何低密度星際空間區域的中心（相對性的空洞），緻密物質會環繞在它的周圍形成殼層，吸引物質遠離中心點。如此一來，在"哈伯氣泡"內的恆星將以比宇宙膨脹更快的速度，加速離開地球。這種情況將能替代暗能量來解釋宇宙加速膨脹 。

## 哈伯氣泡的倡議
在1998年，扎哈維等人報告有支持哈伯氣泡的證據。最初是基於Ia型超新星（縮寫為"SNe Ia"）的觀測，建議局部的紅移速度與宇宙其他的地方不同。這類恆星被作為距離標誌的標準燭光已經20年，而這是首度成為觀測暗能量的關鍵。
扎哈維等人研究44顆"SNe Ia"的本動速度來測試本地空洞，並且報告地球似乎是在相對密度比周圍緻密的殼低了20%的一個"氣泡"空洞中。

## 假說的測試
在2007年，康利等人研究比較了SNe Ia的顏色資料，同時也考慮到在外部星系的宇宙塵影響。他們得到的結論是，這些資料並不支持當地有哈伯氣泡的存在。
在2010年，莫斯等人雖然沒有使用哈伯氣泡的名稱，但是分析了哈伯氣泡模型 建議說"我們在一個大的、非線性的、近乎球形的空洞中心附近佔據了一個優越的位置，這一建議最近吸引了許多人的注意，被做為替代暗能量的一種方法"。他們不僅看超新星的資料，還研究宇宙微波背景光譜、大爆炸核合成和其他因素。得出的結論是"空洞與前述數據有巨大出入。"。特別是，空洞模型預測非常低的區域哈伯率，遭受到"老化問題"，並且預測的區域結構比觀察到的要少許多。